# 5671 Chanal
5671 Chanal este o planetă minoră (asteroid), cu un diametru de 8,159 km, din centura de asteroizi. A fost descoperită pe 13 decembrie 1985 la Caussols de centre de recherches en géodynamique et astrométrie⁠(d). 
Obiectul prezintă o orbită caracterizată de o semiaxă mare de 2,6426521 UAi, o excentricitate de 0,09, o înclinație de 3,68474 ° în raport cu ecliptica.